# Sishania nigropilata
Sishania nigropilata är en insektsart som beskrevs av Ferris 1950. Sishania nigropilata ingår i släktet Sishania och familjen pärlsköldlöss. Inga underarter finns listade i Catalogue of Life.